# Municipio de Nanacamilpa de Mariano Arista
El municipio de Nanacamilpa de Mariano Arista es un municipio situado en el estado mexicano de Tlaxcala. Según el censo de 2020, tiene una población de 18 686 habitantes. Su cabecera es la Ciudad de Nanacamilpa.

## Toponimia
Su nombre proviene de la palabra nanacamilpan en lengua náhuatl, que, a su vez, deriva de nanaca de nanacatl, que significa "hongo", así como mil de milli, vocablo que indica "cementera" o "campo sembrado"; y finalmente pan, que significa "en" o "sobre de". Por lo tanto, Nanacamilpa quiere decir "campo sobre los hongos" o en la "cementera de los hongos".

## Geografía
Ubicado en el Altiplano central mexicano a 2720 metros sobre el nivel del mar, el municipio de Nanacamilpa se sitúa en un eje de coordenadas geográficas entre los 19° 29' de latitud norte y 98° 32' de longitud oeste. De acuerdo con la información geoestadística del Instituto Nacional de Estadística, Geografía e Informática (INEGI), comprende una superficie de 109.26 km².
Localizado al este del estado, colinda al norte y al oeste con el municipio de Calpulalpan; al sur con el estado de Puebla, en específico con el municipio de Tlahuapan; al sureste con el municipio de Españita; y al este con el municipio de Sanctórum de Lázaro Cárdenas.

## Flora y fauna

### Flora
Por su ubicación geográfica y clima, corresponde a este municipio una vegetación compuesta principalmente por bosques de pino y oyamel. En el primer caso, las especies representativas son el pino real (P. montezumae), el pino blanco (P. pseudostrobus) y el teocote (P. teocote), a menudo asociado con encinos (Quercus crassipes, Q. laurina, Q. rugosa). En el segundo caso, la especie dominante es el oyamel (Abies religiosa) y cuenta en su masa forestal con ailites (Alnus jorullensis), huejote (Salix paradoxa) y madroño (Arbutus xalapensis).

### Fauna
No obstante el crecimiento y expansión acelerada de la mancha urbana, en el territorio del municipio todavía es común encontrar algún tipo de fauna silvestre como, por ejemplo: la liebre (Lepes californicus), la tuza, el conejo (Silvilagus floridanus), el ratón de campo, la codorniz (Cyrtonix montezumae), el coyote (Canis latrans), la víbora de cascabel (Crotalus sp.) y el tlacuache (Didelphis marsupialis).

## Demografía
De acuerdo con los resultados del Censo de Población y Vivienda de 2020, realizado por el Instituto Nacional de Estadística y Geografía, el municipio de Nanacamilpa de Mariano Arista tiene una población de 18 686 habitantes, de las cuales 9062 son hombres y 9624 son mujeres.

### Localidades
En el municipio de Nanacamilpa de Mariano Arista existen un total de 117 localidades. Las principales y su población en 2020 son las siguientes:
| Localidad             | Población |
| Total Municipio       | 18 686    |
| Ciudad de Nanacamilpa | 13 401    |
| San Felipe Hidalgo    | 1861      |
| Francisco I. Madero   | 1352      |
| Miguel Lira y Ortega  | 906       |

## Política
El Gobierno del municipio de Nanacamilpa le corresponde al Ayuntamiento, que está conformado por el presidente municipal, un síndico y un cabildo compuesto por siete regidores electos por el principio de representación proporcional. Todos son electos mediante voto universal, directo y secreto para un periodo de tres años que no son renovables para el periodo inmediato pero sí de forma no continua, y entran a ejercer su cargo el día 15 de enero del año siguiente a la elección.

### División administrativa
Para el gobierno interior del municipio este se divide en 5 Presidencias de Comunidad. Los representantes de las comunidades de Tepuente, Francisco I. Madero y San Felipe Hidalgo son electos por voto universal, directo y secreto mediante boletas. En las dos restantes, Miguel Lira y Ortega y Domingo Arenas, la elección es mediante el sistema de usos y costumbres. Su periodo de representación es el mismo período que el ayuntamiento.

### Representación legislativa
Para la elección de diputados al Congreso de Tlaxcala y al Congreso de la Unión el municipio de Nanacamilpa de Mariano Arista se encuentra integrado en los siguientes distritos electorales:
Local:
- I Distrito Electoral Local de Tlaxcala con cabecera en Calpulalpan.[7]

Federal:
- III Distrito Electoral Federal de Tlaxcala con cabecera en Zacatelco.[8]

### Presidentes municipales
- (1943 - 1944): Luis Pérez Bolde Vargas
- (1945 - 1946): Víctor Prado
- (1947 - 1949): Aurelio Martínez
- (1950 - 1952): Florentino Aguilar
- (1953 - 1955): Jesús Hernández
- (1953 - 1955): Dolores Sánchez L.
- (1957 - 1958): José Olvera R.
- (1959 - 1961): Félix Contreras
- (1962 - 1964): Manuel Sánchez Armas
- (1962 - 1964): Javier Bravo Lara
- (1965 - 1967): Pedro Carrasco G.
- (1968 - 1970): Marcos Vera Aguirre
- (1971 - 1973): Enrique Espejel M.
- (1971 - 1973): Alfredo Blancas C.
- (1974 - 1976): Rodolfo Martínez A.
- (1977 - 1979): José Luis Espejel S.
- (1980 - 1982): Adán Márquez Bastida.
- (1983 - 1985): Leonardo Araoz Díaz.
- (1985 - 1988): Felipe Castro F.
- (1989 - 1991): Alfonso Olvera Ramírez
- (1992 - 1995): Felipe Benítez Díaz
- (1995 - 1998): Guillermo Lara Ramírez
- (1999 - 2002): Hilario Brindis Mejía
- (2002 - 2005): Gil Salazar Espejel
- (2005 - 2008): José Ibarra Zarco
- (2008 - 2010): Leopoldo Toache García
- (2011 - 2013): Alfonso Olvera Ramírez
- (2014 - 2016): Lilia Caritina Olvera Coronel
- (2017 - 2021): Víctor Hugo Sánchez Flores
- (2022 - 2024): Oswaldo Manuel Romano Valdez

## Sitios turísticos

### Albergues
Nanacamilpa de Mariano Arista ofrece la sus visitantes regionales, nacionales y extranjeros un albergue que cuenta con cabañas, área de campamentos, canchas deportivas, juegos infantiles, caminatas guiadas, rapel, una pequeña presa ideal para la pesca y paseos en lancha, paseos a caballo y zona para la práctica de deportes de montaña.

### Santuario de las Luciérnagas
Otro de los atractivos mágicos del estado de Tlaxcala es el Santuario de las Luciérnagas, en los municipios de Nanacamilpa y Españita, en los que, en los meses de junio y julio, los árboles de oyamel se iluminan a causa de la luz proveniente de millones de luciérnagas que toman posesión del espacio natural de Tlaxcala, que como cada año inician su travesía para aparearse brindando así con su luz un espectáculo natural e inigualable.
En coordinación con el ejido de San José, compuesto por más de 700 familias que poseen 2600 hectáreas de bosques, se habilitó el Sendero de la Luciérnaga, y desde 2014 se celebra el Festival Nacional de la Luciérnaga.
Requisitos para visitantes
No encender fogatas, lámparas ni tomar fotografías con flash y caminar en total silencio por este sendero son los requisitos para disfrutar y observar el espectáculo de millones de luciérnagas.
Eco-hoteles
En la zona denominada Santuario de las Luciérnagas, existen tres eco-hoteles:
- El Eco-Hotel Piedra Canteada cuenta con ocho cabañas difuminadas entre 600 hectáreas de bosque lo que te permitirá estar en contacto con la naturaleza. Se degustan platillos típicos elaborados con productos de la región. También se puede acampar, realizar ciclismo de montaña y senderismo.

- En Villas del Bosque Santa Clara se acampa al calor de una fogata en medio de un bosque rodeado de pinos y oyameles.

Eco-Hotel Laguna Azul
Las cabañas del eco-hotel Laguna Azul se encuentran a un costado de la comunidad de San Felipe Hidalgo, con vista hacia la laguna.

## Celebraciones
Anualmente se celebra la feria patronal de San José el día 19 de marzo, también conocida como la feria del pulque, en la cual se realizan actividades religiosas, culturales, deportivas, gastronómicas, etc, Así como la exposición del pulque (natural, curado, enlatado y destilado) producido en el municipio.
Así mismo, el municipio también cuenta con barrios, colonias y comunidades, en estas mismas también tienen sus pequeñas ferias celebrándole a sus santos que tienen en cada capilla y también, de acuerdo la celebración a los nombres que llevan las mismas. En el barrio de Chapultepec se hace la celebración a la Virgen de Guadalupe,en el barrio de Francisco Villa a San Francisco de Asís, en el barrio de Domingo Arenas a la Virgen de santa Cecilia, en el barrio de Obregón se celebra el día de muertos, en la colonia de los niños héroes de chapultepec se les celebra a ellos mismos en el mes de septiembre, en la colonia de la Infonavit se celebra al señor de Veneno, en la comunidad de Francisco I Madero se le celebra a la Virgen de la Concepción a inicios del mes de diciembre.

## Gastronomía
En el municipio es tradicional disfrutar de barbacoa de carnero, de pollo y conejo, mixiotes de pollo y res, carnitas de cerdo, gusanos de maguey, sopa de hongos, Trucha, Chicharrón en mole verde, tamales de maíz, elotes, tortilla de trigo, tlaxcales, tlacoyos, chileatole y guisado de calabacitas. Estos platillos están incompletos sin los dulces de calabaza y frutas de la región en almíbar. La bebida que acompaña estos manjares es el pulque natural o curado con frutas de temporada en sus diferentes presentaciones. 

### Platillos
- Tamales, son elaborados a base de masa de maíz, con salsa de chile serrano, rajas de chile cuaresmeño, mole o de tomate, también se acostumbra poner un trozo de carne de pollo o cerdo y en los tamales de raja un trozo de queso.

- Barbacoa de carnero, Su preparación es a base de una salsa de chile guajillo y chipotle, incluyendo un trozo de carne de carnero, sobre una hoja de mixiote de maguey y son cocidas al vapor.

- Truchas, es un platillo típico preparado principalmente en los centros ecoturísticos Piedra Canteada y Villas del Bosque Santa Clara, en diferentes presentaciones, a la diabla, al mojo de ajo, empapeladas, etc., también se preparan los tradicionales.

- Tlacoyos, de origen prehispánico, los tlacoyos son un antojito mexicano que consiste en una tortilla gruesa ovalada y larga preparada con una mezcla de masa de maíz y frijol o habas cocidos con chiles secos y molidos, la cual debe ir rellena con diferentes ingredientes como son los frijoles, habas o requesón y sobre él se le colocan algunos ingredientes que son queso rallado, cilantro picado con cebolla y salsa verde o roja.

- Chileatole, Sus ingredientes principales son masa de maíz, guías de la planta de la calabaza, chiles serranos o los comúnmente llamados chiles locos, sal y granos de elote, y algunos trozos de elote.

- Tlaxcales, Se preparan con una masa de elote maduro, guayaba, canela y azúcar, con esta masa se hacen unas gorditas y se cuecen en un comal de barro, a fuego lento.

- Carnitas de cerdo, Se requiere para su preparación trozos de carne de cerdo, jugo de naranja, un poco de leche y sal, su cocción se realiza en un cazo de aluminio y con manteca de cerdo a temperatura normal.

- Esquites, sus ingredientes principales son granos de elote tierno, hojas de epazote, ajo y chile serrano finamente picado y un poco de manteca de cerdo para freír.

- Huevos de Maguey, se dice que en la antigüedad solo podrían ser consumidos por la realeza, aztecas, sacerdotes y personajes de alto rango; actualmente a los huevos de maguey se les ha descubierto un sinnúmero de propiedades y particulares de algunos ingredientes beneficiosos que son propios para efectos afrodisíacos hasta propiedades medicinales o milagrosas.

- Mixiones estilo Tocatlán, sus ingredientes principales son los nopales, carne de pollo, tomates verdes y chiles picados, vienen envueltos en una hoja especialmente extraída del maguey que se le llama el mixiote,

- Gusanos de Maguey, también conocido como gusano de cuaresma, se crían dentro de las pencas del maguey y acompañan a los platillos típicos de la región.

- Lenguitas, son familia de los quelites estas provienen desde los tiempos prehispánicos así como la palabra proviene del náhuatl que es “quilín” que significa planta cuyos follajes es comestible son muy nutritivas ya que contienen vetas que ayuda si se padece estreñimiento y protegen la vista y tienen importantes números para prevenir  las infecciones estomacales.

- Pollo a la penca, preparado principalmente con piezas de pollo con una salsa de chile rojo o verde y nopales picados, sobre una penca de maguey la cual cubre los ingredientes, cocidas principalmente en horno artesanal.

- El pulque o bebida de los Dioses, se elabora a partir de la fermentación del aguamiel (de sabor extremadamente dulce) y mucho depende de la variedad del maguey, el piso y el agua, su consistencia regularmente es espesa, también es acompañado con diversas frutas de temporada a lo que se le conoce como pulque curado. Existe en la comunidad de Nanacamilpa una pequeña empacadora que se encarga de enlatar el pulque para exportarlo con vísperas de crecimiento.